# Jacob van Wassenaer Obdam
Jacob van Wassenaer Obdam (niderl. Jacob, Baanderheer van Wassenaer, Heer van Obdam, Hensbroek, Spanbroek, Spierdijk, Schoonouwen, Opmeer, Zuidwijk en Kernhem) (ur. 1610, 23 czerwca 1665) – holenderski admirał i naczelny wódz floty holenderskiej.

## Pierwsza wojna angielsko-holenderska
Jacob urodził się w 1610 roku jako najstarszy syn wiceadmirała Jacoba van Wassenaer Duivenvoorde i Anny van Randerode van der Aa. W 1631 roku wstąpił do armii. Dwa lata później, 8 maja (28 kwietnia) 1633 roku, poślubił w Maarssen Agnes Renesse van der Aa. W 1643 roku został politycznym zarządcą (drost) Heusden, ważnej twierdzy na południu Holandii, a wkrótce po tym został dowódcą garnizonu twierdzy Heusden.
Jako członek szlachty holenderskiej van Wassenaer reprezentował interesy swego stanu w Stanach Holandii (Staten van Holland en Westfriesland). Wchodził w skład tzw. ridderschap (czyli grupy szlachty noszących typowo holenderski tytuł szlachecki riddera). Gdy w roku 1650 zmarł stadhouder Wilhelm II Orański, Jacob sprzeciwił się, by stadhouderem został syn zmarłego. Starał się przekonać do swego stanowiska szlacheckich członków Stanów obiecując im stanowiska w armii holenderskiej. Jego sprzeciw wobec Domu Orańskiego miał podłoże socjalno-ekonomiczne i religijne - dotychczasowi stadhouderzy opierali swą polityką na klasie rzemieślniczej, która składała się przeważnie z purytańskich kalwinistów. Tymczasem wielu członków rodu van Wassenaerów było wciąż katolikami i obawiało się szykan z przyczyn religijnych.
Gdy w 1652 roku wybuchła pierwsza wojna angielsko-holenderska, Jacob jako pułkownik kawalerii ponownie został delegatem, tym razem do Stanów Generalnych. Tam wspierał frakcję Johana de Witta i Cornelisa de Graeffa, który proponował budowę silnej zawodowej floty reprezentującej całe Zjednoczone Niderlandy i finansowanej z budżetu wojskowego. Flota taka jego zdaniem powinna być znacznie skuteczniejsza od dotychczasowej, która składała się z różnych eskadr wystawianych przez poszczególne prowincje. Ze względu na admiralski stopień swego ojca Jacob został mianowany delegatem Stanów Generalnych do floty narodowej, będąc odpowiedzialnym za codzienne relacje między Stanami a marynarką wojenną. Pozycja ta dała Jacobowi bardzo duże wpływy.
Pod koniec wojny podczas bitwy pod Scheveningen zginął naczelny wódz floty holenderskiej admirał-porucznik Maarten Tromp. Jego zastępca wiceadmirał Witte de With był zarówno odważnym, jak i kompetentnym dowódcą morskim, a ponieważ nie był zwolennikiem oranżystów, był także osobą właściwą ze względów politycznych. Był to więc najbardziej naturalny następca Trompa na stanowisku naczelnego wodza floty holenderskiej. Głównym jednak problemem była wielka kłótliwość Wittego, która sprawiła, że na wszystkich szczeblach marynarki miał licznych wrogów osobistych. Z tego powodu mianowanie go na naczelnego dowódcę groziło wybuchem buntu. Trzecią z kolei kandydaturą był wiceadmirał Johan Evertsen, także dzielny i zdolny dowódca morski. Choć w przeciwieństwie do Withego cieszył się powszechną sympatią, jako dowódca floty Zelandii mógł nie uzyskać posłuchu u podwładnych z floty prowincji Holandii, której kapitanowie uważali go za swego przeciwnika. Ponadto jego pozycję osłabiał fakt, że był osobistym przyjacielem niedawno zmarłego stadhoudera i stronnikiem jego syna, którego pragnął także widzieć jako stadhoudera Zjednoczonych Prowincji. Johan de Witt musiał poszukać innego kandydata i zaoferował stanowisko naczelnego wodza marynarki komodorowi Michielowi de Ruyter. De Ruyter jednak odmówił, nie dając de Wittowi innego wyjścia, jak zaproponowanie tego stanowiska van Waasenaerowi. Pułkownik kawalerii na początku zdecydowanie odmówił, przypominając, że nie ma żadnego doświadczenia, jeśli chodzi o walki na morzu i że nie był nawet kapitanem okrętu. Nacisk polityczny na jego osobę okazał się jednak zbyt wielki i w końcu zmusił go do wyrażenia zgody.

## Nowa taktyka
W 1654 roku marynarka wojenna Holandii otrzymała nowego naczelnego dowódcę Jacoba van Wassenaera Obdama, admirała-porucznika prowincji Holandii i Zachodniej Fryzji, który był całkowitym ignorantem w sprawach morskich. Ten niedoświadczony dowódca musiał teraz rozwiązać podstawowy problem holenderskiej marynarki wojennej w tym stuleciu, czyli jak pokonać przeciwnika posiadającego znacznie potężniejsze okręty wojenne. Ponieważ przybrzeżne wody Niderlandów były bardzo płytkie, budowa wielkich okrętów była wykluczona. De Witt w tym okresie przekonał Stany Generalne, by wyłożyć 4 miliony guldenów na sześcioletni program budowy nowych jednostek, które miały być znacznie większe od dotychczas używanych. Nowe holenderskie okręty liniowe miały posiadać przeciętnie około 44 działa, co było uzbrojeniem tylko trochę większym od ówczesnych fregat brytyjskich. Typową taktyką holenderską w czasach wojny 80-letniej, która przyniosła tyle sukcesów w walkach z wielkimi hiszpańskimi galeonami był bezpośredni atak tylko z wiatrem, wykorzystanie przewagi manewrowej i liczebnej, a gdy to zawodziło, zastosowanie branderów i abordażu. Jednak w walkach z flotą brytyjską metoda, która dała tyle zwycięstw nad Hiszpanami, okazała się nieskuteczna, gdyż Anglicy byli równie dobrze wyszkoleni na morzu jak Holendrzy, stosowali podobną, równie agresywną taktykę, oraz mieli zbyt wiele okrętów. Maarten Tromp próbował na własną rękę stosować taktykę linearną, jednak Brytyjczycy odpowiedzieli tym samym. Robert Blake także stosował taktykę linearną, która wobec silniejszego uzbrojenia i lepiej wyszkolonych zawodowych załóg angielskich okrętów bardziej odpowiadała flocie brytyjskiej. Flota holenderska, w której było wiele uzbrojonych statków handlowych, nie mogła się równać z brytyjską pod względem wyszkolenia i siły ognia.
Studiując dzieło Blake'a Sailing and Fighting Instructions Van Wassenaer dostrzegł nowe rozwiązanie starego problemu. Ponieważ tworzona była zawodowa flota wojenna Holandii, więc należało oczekiwać, że pod względem wyszkolenia szybko dorówna flocie brytyjskiej. Pozostał więc do rozwiązania już tylko problem przewagi ogniowej. Waasenaer doszedł do wniosku, że lekarstwem na to będzie porzucenie dotychczasowej agresywnej taktyki i zastąpienie jej taktyką obronną. Wassenaer doszedł do wniosku, że żeglując w linii bojowej ustawionej defensywnie od strony zawietrznej, wiatr wiejący od strony nieprzyjacielskiej dałby działom okrętów holenderskich większą wysokość, a przez to większy zasięg. Z tego samego powodu zasięg dział nieprzyjaciela powinien być mniejszy, a do tego luki działowe z dolnych pokładów, gdzie znajdowała się najcięższa, a więc i najgroźniejsza artyleria, ze względu na zbyt mały zasięg pozostałyby zamknięte. Stosując nową taktykę okręty holenderskie miały niszczyć nieprzyjaciela z bezpiecznej odległości i jednocześnie unikać walki z bliskiego dystansu. Według Van Wasseanera, dla którego nowa taktyka stała się ulubionym sposobem walki na morzu, opłacalne było nawet zniszczenie nieprzyjacielskiej floty w równym stopniu jak własnej, gdyż stocznie holenderskie były bardziej wydajne od brytyjskich i mogły szybciej odtwarzać poniesione straty. Van Wassenaer utrzymywał, że wystarczy sprawić, by flota brytyjska straciła swoje zdolności operacyjne, co zapewniłoby pełne bezpieczeństwo dla morskiego handlu Holandii, który był podstawą holenderskiej potęgi.

## Wojna północna
W 1655 roku król Szwecji Karol X Gustaw rozpoczął drugą wojnę północną, której przebieg groził przekształceniem Bałtyku w wewnętrzne morze Szwecji. Stanowiło to poważne zagrożenie dla holenderskiego handlu bałtyckiego. Pomimo znaczących zysków z handlu ze Wschodnimi Indiami handel bałtycki, a w szczególności handel z Gdańskiem, przynosił Holandii największe zyski. Holandia w znacznym stopniu zależna była od skandynawskiego drewna do budowy statków i od polskiego zboża, które pozwalało wyżywić znaczną część ludności Niderlandów.
Gdy Karol Gustaw okupował Polskę, Holandia wysłała w 1656 roku flotę złożoną z 42 okrętów pod wodzą van Wasseanera, by zdjąć blokadę morską z Gdańska. W 1657 roku van Wasseaner blokował Lizbonę, zdobywając w międzyczasie 15 statków portugalskiej cukrowej floty. W 1658 roku musiał wrócić na Bałtyk, by wspomóc walczącą ze Szwedami Danię.
Gdy Karol Gustaw drugi raz zaatakował Danię, Stany Generalne po długiej debacie postanowiły posłać na pomoc Danii flotę holenderską oraz armię najemną. W bitwie w Sundzie stoczonej 18 listopada (8 listopada) 1658 roku dowodzona przez van Wasseanera flota holenderska pobiła liczniejszą i złożoną z większych okrętów flotę szwedzką i uwolniła Kopenhagę od morskiej blokady. Pomimo odniesionego sukcesu van Wassenaer spotkał się z krytyką, gdyż podczas ataku holenderskiej awangardy zginął dowodzący nią Witte de With. W tym samym czasie dowodzone przez Jacoba centrum zachowywało się pasywnie, pozostawiając awangardę bez wsparcia i ograniczając się jedynie do odpierania szwedzkich ataków. Być może znajdujący się na okręcie flagowym Eendracht van Wassenaer usiłował ściśle stosować się do swej nowej doktryny walki na morzu. W rzeczywistości jednak doznał ataku podagry i zmuszony był zdać naczelne dowództwo w ręce kapitana swego okrętu flagowego Egberta Kortenaera, który okazał się rzeczywistym zwycięzcą w bitwie. Polityczni wrogowie van Wasseanera sugerowali, że to nie był żaden atak podagry, ale brak opanowania, który doprowadził do paniki. Gdy w 1659 roku Holendrzy wysłali nową eskadrę i armię dla uwolnienia wysp duńskich, dowódcą był wiceadmirał Michiel de Ruyter.

## Druga wojna angielsko-holenderska
Po restauracji królestwa królem Anglii został Karol II, który usiłował realizować swe dynastyczne interesy, wywierając nacisk na Stany Generalne, by te uczyniły jego siostrzeńca, znanego później jako Wilhelm III Orański, stadhouderem.
Mając nadzieję, że Holendrzy na skutek panujących podziałów politycznych są osłabieni, brytyjski parlament entuzjastycznie przyjął królewskie pomysły wojenne, licząc na przejęcie znacznej części holenderskiego imperium kolonialnego. Początkowo Holendrzy zamierzali uniknąć wojny, przekupując możliwie największą ilość dworzan królewskich. Rychło jednak okazało się, że na próżno wydawano pieniądze, gdyż żadne perswazje nie były w stanie odwieść Karola II od wojny z Holandią. W 1664 roku było już jasne, że wojna jest nieunikniona. W odpowiedzi na to Holendrzy przystąpili do rozbudowy swej floty wojennej.
Holandia przywracała do służby stare okręty, które pamiętały jeszcze poprzednią wojnę. Obok tego Holendrzy przystąpili do programu budowy nowych okrętów. Przeznaczono aż 8 milionów guldenów, by wybudować 60 nowych, cięższych jednostek, które w latach 1665–1667 miały stanowić rdzeń marynarki holenderskiej. Ponadto ściągano z Indii okręty wojenne należące do Holenderskiej Kompanii Wschodnioindyjskiej. Najmowano także duże statki handlowe i przebudowywano je na okręty wojenne.
W marcu 1665 roku Anglicy wypowiedzieli Holandii wojnę, dając początek drugiej wojnie angielsko-holenderskiej. Gdy Johan de Witt nakazał w maju 1665 roku zapobiec drugiej brytyjskiej blokadzie holenderskiego wybrzeża (wcześniejsza pierwsza blokada przerwana została z powodu braku zaopatrzenia, gdyż już na początku wojny brytyjska admiralicja zetknęła się z poważnym problemem braku pieniędzy), van Wassenaer dowodził największą flota wojenną, jaką Holandia dysponowała w swej historii. Van Wassenaer nie był jednak z tego powodu zadowolony i nawet nie chciał wypłynąć z tą flotą w morze. Na spotkaniu z de Wittem stwierdził, że powierzona mu flota jest przypadkowym zbiorowiskiem załóg i okrętów pozbawionym jednolitości.
Ponieważ dowodzona przez de Ruytera flota śródziemnomorska została wysłana do Zachodniej Afryki, tylko połowa spośród stojących u wybrzeży Holandii okrętów była nowa i posiadała zawodowe załogi. Pozostałe okręty były różne, albo przestarzałe, albo nowe i posiadające niedoszkolone załogi, a wiele z nich zatrudniało marynarzy ze Skandynawii, zachodniej Europy i Azji. Van Wasseaner nie wyobrażał sobie, w jaki sposób, mając takie zbiorowisko okrętów, zdoła zastosować swoją ulubioną taktykę walki na dystans. Musiał jednak być posłuszny rozkazom.
Van Wassenaer wkrótce po wyjściu w morze przechwycił brytyjski konwój idący z Hamburga, w którym było 9 statków handlowych. De Witt nie pogratulował jednak van Wassenaerowi zwycięstwa, lecz wyraził w przesłanym liście pretensje, że flota holenderska, zamiast uderzyć na główne siły angielskie, wciąż grzebie się w pobliżu swojego wybrzeża. Głęboko dotknięty admirał pożeglował w kierunku brytyjskiego wybrzeża i 22 czerwca (12 czerwca) napotkał flotę nieprzyjacielską. Pomimo wyraźnych rozkazów i korzystnych warunków pogodowych, van Wassenaer nie zdecydował się na atak. Następnego dnia zmienił się kierunek wiatru, a wtedy van Wassenaer zajmując obronną pozycję od strony zawietrznej sformował linię bojową i rozpoczął bitwę. Jednak tak jak sam wcześniej przewidywał, nierównomiernie wyszkolona flota nie potrafiła odpowiednio realizować jego wyrafinowanych manewrów, i jej szyk szybko stracił właściwą spójność. Bitwa pod Lowestoft zmieniła się w największą klęskę, jakiej kiedykolwiek Holandia doznała na morzu.
Holenderski okręt flagowy Eendracht stoczył pojedynek z okrętem flagowym przeciwnika Royal Charles, w trakcie którego eksplodował. Van Wassenaer nie znalazł się wśród pięciu ludzi, którzy przeżyli katastrofę. Według jednej z relacji tuż przed eksplozją admirał holenderski został zmieciony z pokładu swego okrętu przez brytyjską kulę działową.
Jak każdemu admirałowi holenderskiemu, który zginął w trakcie bitwy, Jacobowi van Wassenaerowi Obdamowi wystawiono marmurowy pomnik grobowy. Znajduje się on w starym kościele w Hadze. Jego syn, także zwany Jacob van Wassenaer Obdam, był dowódcą wojskowym podczas hiszpańskiej wojny sukcesyjnej.